# 恨みに報ゆるに徳を以てす
恨みに報ゆるに徳を以てす（うらみにむくゆるにとくをもってす）、報怨以徳（ほうおんいとく）は、古代中国の故事成語。出典は老子第六十三章。

## 概要
現代の日本においては、人から酷い仕打ちをされようとも、それに対しては仕返しなどをしないで、恩恵をもって報いるということを意味する。

## 歴史

### 老子
老子の63章にこの言葉が「報怨以徳」として出てくる。ここでは、あることに立ち向かうときに、その逆のことを想定して対処するのが良いようなことが意味されている。老子が主張する、ことさらに何かをしようとしないことによって、全てをうまく成し遂げようとすることの一環として挙げられている。恨んでいる相手に対しては、恨みを晴らそうとするのではなく、徳を施すことでその相手を自らの影響力の下に置くということとされている。

### 論語
論語の憲問篇にこの言葉が出てくる。ある人が孔子に徳を以て恨みに報いるのはいかがでしょうかと問うた。これを問うたある人は孔子から良い返事を貰えるだろうと期待していたものの、孔子はそれならば徳に対しては何で報いるのだと述べる。それから孔子は、恨みに対しては直を以て報いるのが良い、徳に対しては徳を持って報いるのが良いと述べる。

### 蔣介石
1945年8月15日の中国時間の正午に重慶から発せられた中華民国国民政府主席の蔣介石によるラジオの演説では、恨みに報ゆるに徳を以てすと述べて、中国国民と世界の人々に対して、日本人には危害を加えないように述べた。このため終戦時には二百数十万人ほどいた日本人は、国家的や集団的な危害を加えられることなく日本に帰国することができた。